# Greg Garbowsky
Gregory Robert Garbowsky  (South Plainfield, Estados Unidos, 10 de septiembre de 1986) es un músico estadounidense reconocido por ser el bajista de la popular banda Jonas Brothers. También cuenta con un proyecto personal llamado Ocean Grove Band.

## Vida personal
Garbowsky nació y creció en South Plainfield, New Jersey. Hijo de Lois y Robert Garbowsky. Tiene una hermana tres años y medio menor que él. Garbowsky asistió a la escuela primaria ‘John E. Riley’ y comenzó a tocar el violín en 3.er grado. Empezó a tocar la batería y la guitarra acústica en la escuela cuando tenía 13 años, para Navidad le pidió a sus padres un bajo que, una vez obtenido aprendió a tocar gracias a la ayuda de Andrew Veiss, el director de la banda de la escuela. Garbowsky iba una vez a la semana temprano, en su tiempo libre, para que le diera clases.[cita requerida]
El músico se graduó de la secundaria en el 2004, y después entró a la universidad Seton Hall en South Orange. Empezó a tocar elbajo en una banda llamada Level Zero que ganó una batalla de bandas en Seton Hall en el 2005, culminando su primer año cuando decidió que quería entrar en la producción musical. Mientras estaba buscando cambiar de universidad recibió una llamada de Sam Persad, el pastor de su música en la Iglesia evangélica en Scotch Plains. Uno de los amigos de Persad tenía tres hijos que estaban preparando una banda y estaba buscando un bajista. El pastor de Greg lo recomendó a Paul Kevin Jonas, el padre de los hermanos Jonas. Comenzó a viajar profesionalmente cuando tenía 18 años.
Está casado con la cantante Paris Carney desde el 14 de abril de 2012.

## Como músico
Es autor de la canción titulada Set out to rule the World que escribió, grabó y cantó en un estudio terminando de grabarla ese mismo día.[cita requerida] Aparte ha coescrito canciones con los Jonas Brothers, incluyendo Tonight de Hollywood Records 2008 en el disco titulado A little bit longer, así como la canción Games para el álbum Jonas Brothers, lanzado en 2007. Garbowsky también coescribió las canciones Poison Ivy & Fly with me que se encuentran en el álbum de los Jonas Brothers Lines, Vines and Trying Times. Fly with me también aparece en los créditos finales de la película: Una Noche en el Museo 2.
En el año 2010 Garbowsky colaboró con cuatro canciones para el disco Who I am de Nick Jonas: In the End, Last Time Around y la ya mencionada Tonight, pero en una versión muy diferente a la de A little bit longer.
En 2011, la banda Ocean Grove, compuesta por Greg Garbowsky, John Lloyd Taylor, Ryan Liestman, y Jack Lawless (los cuatro músicos de los Jonas Brothers) salió al mundo de la música lanzando su primer EP titulado Little Record en iTunes. Desde ese momento la banda ha realizado una gira por Estados Unidos y en septiembre/octubre de 2011 acompañó a Nick Jonas en su gira por Sudamérica como banda soporte.

## Presentaciones
Garbowsky ha participado en todas las presentaciones de los Jonas Brothers desde sus inicios en 2005; además, ha tocado el bajo especialmente en algunas actuaciones en vivo con Stevie Wonder, Brad Paisley, Steven Curtis Chapman, Michael W. Smith, Amy Grant, Vince Gill, Dan Akroyd, Demi Lovato, Jordin Sparks, Jesse McCartney, Taylor Swift & Miley Cyrus.

## Televisión y cine
Garbowsky ha aparecido junto con los Jonas Brothers en televisión y muchos premios. Además ha participado en varios episodios del reality show The Jonas Brothers: Living The Dream, transmitido en Disney Channel.